# آ مارینیا شرقی
آ مارینیا شرقی (به اسپانیایی: La Mariña Oriental) یک کومارکا در استان لوگو، اسپانیا است که در بخش خودمختار گالیسیا واقع شده‌است. جمعیت کلی این منطقه محلی ۲۸٬۹۵۵ نفر (۲۰۱۹) بوده‌است.